# Asfalto selvaggio
Asfalto selvaggio (This Rebel Breed) è un film del 1960 diretto da Richard L. Bare e William Rowland.
È un film drammatico statunitense a sfondo poliziesco con Rita Moreno, Mark Damon e Gerald Mohr incentrato sul tema della violenza giovanile.

## Trama
Damon è vestito di nero mentre i neri affrontano i bianchi che affrontano gli ispanici in questa stravaganza di guerra tra bande, facendosi a pezzi a vicenda, trasformando ragazze innocenti in vagabondi squallidi ed altro. 

## Produzione
Il film, diretto da Richard L. Bare e William Rowland su una sceneggiatura di Morris Lee Green e un soggetto di Irma Berk e William Rowland, fu prodotto da William Rowland per la Warner Bros. tramite la All God's Children e girato a Los Angeles da fine maggio all'inizio di giugno 1959. I titoli di lavorazione furono  Black Rebels e All God's Children.

## Distribuzione
Il film fu distribuito con il titolo This Rebel Breed negli Stati Uniti dal 19 marzo 1960 al cinema dalla Warner Bros.
Altre distribuzioni:
- in Svezia il 28 novembre 1960 (Jaga i flock)
- in Danimarca il 21 dicembre 1960
- negli Stati Uniti il 2 giugno 1965 (San Francisco, California) (redistribuzione)
- in Finlandia (Nuorten kapina)
- in Italia (Asfalto selvaggio)

## Promozione
Le tagline sono:
- With Blazing Impact The Screen Looks Squarely Into The Face Of Today's Wild Teenage Emotions Caught In The Cross-Fire Of Love And Hate!
- Her name was Wiggles...and the kids all thought she was white!...